# Каркаманис, Христос
Хри́стос Каркама́нис (греч. Χρήστος Καρκαμάνης, род. 22 сентября 1969, Салоники) — греческий футболист, игравший на позиции вратаря, в частности, за клуб «Арис». Участник чемпионата мира 1994 года в составе национальной сборной Греции.

## Клубная карьера
В профессиональном футболе дебютировал в 1987 году за команду «Арис», в которой провёл десять сезонов, приняв участие в 234 матчах чемпионата. Большую часть времени, проведённого в составе «Ариса», был основным игроком команды. В основном «Арис» финишировал в середине турнирной таблицы на 7-м или 9-м месте, но в сезоне 1993/1994 команде удалось выйти в еврокубки, заняв 4-е место и квалифицировавшись на Кубок УЕФА 1994/1995. Клуб выбыл из турнира уже в первом раунде, уступив в серии пенальти польскому «Катовице».
В сезоне 1996/1997 «Арис» занял 16-е место, вылетев из высшего дивизиона. В связи с этим летом 1997 года перешёл в другой клуб чемпионата «Ираклис». В сезоне 1997/1998 команда сумела квалифицироваться на Кубок Интертото, где не сумела переиграть румынский «Национал» (3:4). С 1999 по 2004 год играл в составе команд низших дивизионов «Эдессаикос», «Трикала», «Козани» и «Посейдон».
Завершив игровую карьеру в команде «Олимпиакос» из Волоса, за которую выступал в течение 2004—2007 годов.

## Карьера в сборной
2 сентября 1992 года дебютировал в официальных матчах в составе национальной сборной Греции, выйдя в стартовом составе против Кипра (2:3) в товарищеской игре в Салониках под руководством Алкетаса Панагулиаса.
Ярким моментом в карьере Христоса стало участие в чемпионате мира 1994 года в США, где он вышел на поле в заключительном матче группового этапа против Нигерии (0:2). Греки проиграли все три матча в своей группе с общей разницей мячей 0-10 и покинули турнир.
Всего в течение карьеры в национальной команде, длившейся 4 года, провёл в её форме 10 матчей, за которые пропустил 13 мячей.